# Inimi bune și coroane
Inimi bune și coroane (în engleză Kind Hearts and Coronets) este un film britanic de comedie, polițist, care a fost regizat de Robert Hamer după un scenariu de Hamer și John Dighton bazat pe romanul Israel Rank: The Autobiography of a Criminal de Roy Horniman. În rolurile principale au interpretat actorii Valerie Hobson, Dennis Price, Joan Greenwood și Alec Guinness.
A fost produs de studiourile Ealing și a avut premiera la 13 iunie 1949, fiind distribuit de General Film Distributors. Coloana sonoră a fost compusă de Ernest Irving. 

## Rezumat
Acțiunea are loc în epoca victoriană. Louis Mazzini este fiul unui cântăreț de operă italian și fiul ducelui englez de Chelfont. Pentru relația sa cu un străin fără adăpost, mama sa a fost ostracizată de rudele sale aristocratice. După moartea mamei sale, Louis, crescut de ea în sărăcie, a jurat să se răzbune. Îi vine ideea că doar opt persoane îl despart de moștenirea titlului de duce. Îi trimite pe șase dintre ei pe cealaltă lume în cele mai incredibile și viclene moduri, iar alți doi mor fără ajutorul său.
Oportunist nerușinat și imoral, Mazzini se căsătorește cu văduva virtuoasă a unuia dintre cei uciși. Cu toate acestea, el nu bănuiește că fata lui idealizată, de care era îndrăgostit în secret încă din adolescență, se va dovedi mai calculată și mai cinică decât el însuși. Când dobândește în sfârșit titlul mult așteptat și intră în castelul familiei Chalfont, frumusețea abandonată de el începe să-l șantajeze. Din cauza mașinăriilor sale, Camera Lorzilor îl condamnă pe moarte pe duce - dar, ironic, pentru o crimă pe care nu a comis-o...

## Distribuție
Au interpretat actorii:
- Dennis Price - Louis Mazzini și tatăl său
- Alec Guinness - nouă membri ai familiei D'Ascoyne:

Ethelred, al 8-lea duce de Chalfont
Cei patru frați mai mici ai lui Ethelred:
Reverendul Lord Henry
Generalul Lord Rufus
Amiralul Lord Horatio
Lord Ascoyne, bancher
Lady Agatha D'Ascoyne, sora lui Ethelred
Nepoții lui Ethelred:
Tânărul Ascoyne
Tânărul Henry
Al șaptelea duce, tatăl lui Ethelred, în scurte secvențe flashback
- Valerie Hobson - Edith
- Joan Greenwood - Sibella
- Audrey Fildes - Mama
- Miles Malleson - călăul

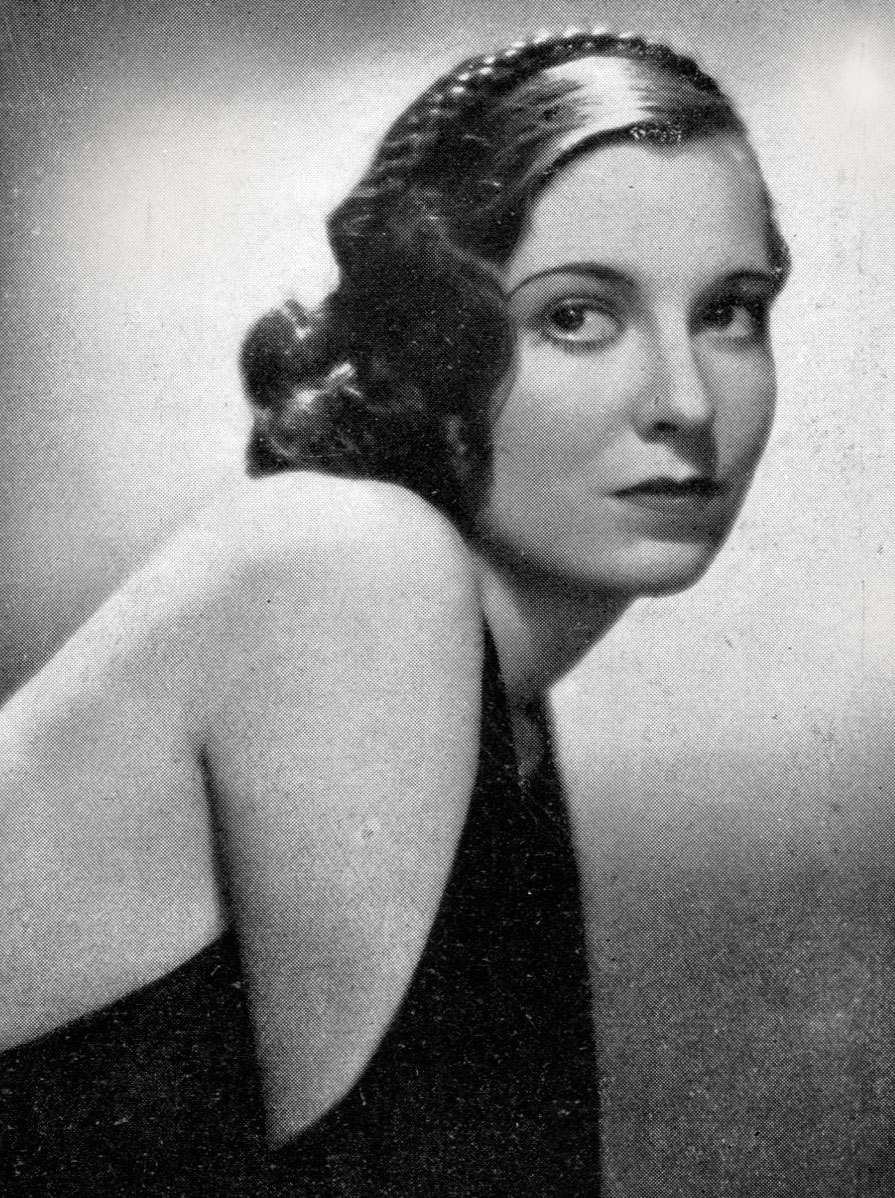
Valerie Hobson în 1934

- Clive Morton - directorul închisorii
- John Penrose - Lionel
- Cecil Ramage - consilierul coroanei
- Hugh Griffith - Lord High Steward, care prezidează procesul lui Louis
- John Salew - Domnul Perkins
- Eric Messiter - inspectorul Burgoyne de la Scotland Yard
- Lyn Evans - fermierul
- Barbara Leake - învățătoare
- Peggy Ann Clifford - Maud Redpole
- Anne Valery - Girl in the punt
- Arthur Lowe - reporterul de la Tit-Bits
- Jeremy Spenser - Louis - un băiat (nemenționat)
- Laurence Naismith - Gardian de închisoare (nemenționat)

## Producție și primire
Într-un sondaj din 1999 al Institutului Britanic de Film (British Film Institute - BFI) filmul a fost desemnat ca fiind al șaselea cel mai bun dintr-o listă de 100 de filme britanice.
Filmul a fost adaptat pentru radio de trei ori, în martie 1965 de BBC Home Service, în 1980 de BBC Radio 4 și 1996. A avut și o continuare, Kind Hearts and Coronets – Like Father, Like Daughter, în mai 2012, transmisă de BBC Radio 4.